# Konstancija Morosini
Konstancija Morosini (srpski Konstanca) bila je talijanska plemkinja i supruga kralja Stefana Vladislava II. Srijemskog.
Konstancija, koja je bila katolik, udala se za pravoslavca Vladislava i ostala vjerna svojoj religiji. Nepoznato je je li Konstancija imala djece. Konstancija je bila snaha kraljice Katarine.